# Зарів'я
Зарі́в'я — село у Вирівській сільській громаді Сарненського району Рівненської області України. Населення становить 257 осіб.
Село належить до 3 зони радіоактивного забруднення.

## Географія
Село розташоване на лівому березі річки Случ.

## Населення
За переписом населення 2001 року в селі мешкало 256 осіб. 100 % населення вказали своєї рідною мовою українську мову.